# キングコング・バンディ
キングコング・バンディ（King Kong Bundy、本名：Christopher Alan Pallies、1957年11月7日 - 2019年3月4日）は、アメリカ合衆国のプロレスラー。ニュージャージー州アトランティックシティ出身。生年は1955年ともされる。
現役選手時代はスキンヘッドの超巨漢ヒールとして、WWFなどを主戦場に活躍した。

## 来歴
プロレスラー養成機関 "モンスター・ファクトリー" の主宰者ラリー・シャープのトレーニングを受け、1980年にデビュー。当時は髪の毛を伸ばしており、クリップラー・クリス・キャニオン（"Crippler" Chris Canyon）、または往年の巨漢レスラーであるマン・マウンテン・キャノンの「息子」と称して、マン・マウンテン・キャノン・ジュニア（Man Mountain Cannon, Jr.）などのリングネームを用いていた。ヒールのジョブ・ボーイとして、ビンス・マクマホン・シニア時代のWWFのTVテーピングでは、ペドロ・モラレス、ミル・マスカラス、ダスティ・ローデス、リック・マーテルらのジョバーも務めた。
1981年11月より、フリッツ・フォン・エリックが主宰していたテキサス州ダラスのWCCWに参戦。当初はビッグ・ダディ・バンディ（Big Daddy Bundy）、後にキングコング・バンディ（King Kong Bundy）と改名して、1982年5月5日にケリー・フォン・エリックからNWAアメリカン・ヘビー級王座を奪取。同年6月4日、テキサス・スタジアムにてフリッツの引退試合の相手を務め、日本でも巨漢の若手ヒールとして注目される。1983年6月17日にはダラスでジャイアント馬場のPWFヘビー級王座にも挑戦した。

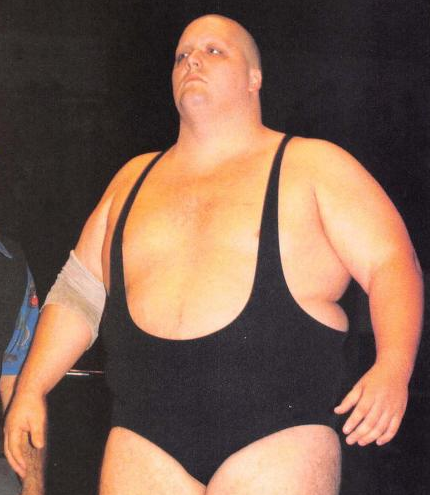
1983年

同年9月よりジム・バーネット主宰のジョージア・チャンピオンシップ・レスリングに登場、ポール・エラリング率いるヒール軍団リージョン・オブ・ドゥームに加入するが仲間割れ。翌1984年5月6日、マスクド・スーパースターと組んでロード・ウォリアーズからNWAナショナル・タッグ王座を奪取した。
その後はテネシー州メンフィスのCWAに進出、ジミー・ハートが率いるファースト・ファミリーの一員となり、1984年7月30日にトミー・リッチを破ってAWA南部ヘビー級王座を獲得。ジェリー・ローラー、ジミー・バリアント、ダッチ・マンテル、ランディ・サベージとも抗争を繰り広げ、10月4日にはリック・ルードと組んでファビュラス・ワンズからAWA南部タッグ王座も奪取した。
並行して1984年10月から11月にかけては、ブーン・ブーン・バンディ（Boom Boom Bundy）の変名でAWAにベビーフェイスとして単発参戦。ラリー・ズビスコ、クリス・マルコフ、ロジャー・カービー、ビル・ロビンソンから勝利を収め、タッグではジェリー・ブラックウェルと巨漢コンビを組み、ウォリアーズとの再対決も行われた。
1985年1月、新日本プロレスの『新春黄金シリーズ』に「まだ見ぬ強豪」として初来日。来日直後にバンディは「カウントは5でいい。俺をボディスラムで投げたらアントニオ猪木に1万5000ドル（当時のレートで約390万円）払おう」と豪語した。猪木は1月7日にこれを受託し、1月27日の更埴大会で「バンディが俺をボディスラムで投げたら、1万5000ドル払ってやる」と逆に提案した。1月30日の福生大会では6人タッグマッチながら猪木からピンフォール勝ちを収めた（アブドーラ・ザ・ブッチャー&バンディ&ワイルド・サモアンVS猪木&坂口征二&藤波辰巳）。猪木がフォール負けしたのは、海外でボブ・バックランドに3本勝負の2本目を取られて（試合は1対1の引き分け）以来の3年9カ月ぶり、国内ではタイガー・ジェット・シンに取られて以来の4年半ぶりであった。2月1日の成田大会では、特別参加したハルク・ホーガンとシングルマッチで対戦、ホーガンを場外フェンスの外に放り投げての反則負けを喫している。シリーズ終盤戦では猪木を相手に、2月5日に愛知県体育館、翌6日に大阪府立体育館にて、1万5000ドルの賞金をかけたボディスラム・マッチの2連戦が行われた。6日の大阪大会では猪木をボディスラムで投げて賞金を獲得したが、試合にはフォール負けを喫した。
新日本プロレスには同年3回に渡って参戦しており、再来日となる5月開幕の『IWGP&WWF チャンピオン・シリーズ』ではアンドレ・ザ・ジャイアントとのスーパーヘビー級対決が実現。最後の来日となった6月末開幕の『バーニング・スピリット・イン・サマー』では、当時新日本に移籍したばかりのブルーザー・ブロディとキングコング・タッグを組み、猪木&坂口の黄金コンビから勝利を収めている。同シリーズではバッドニュース・アレンをパートナーに、7月12日に後楽園ホールにて藤波&木村健吾が当時保持していたWWFインターナショナル・タッグ王座にも挑戦した。

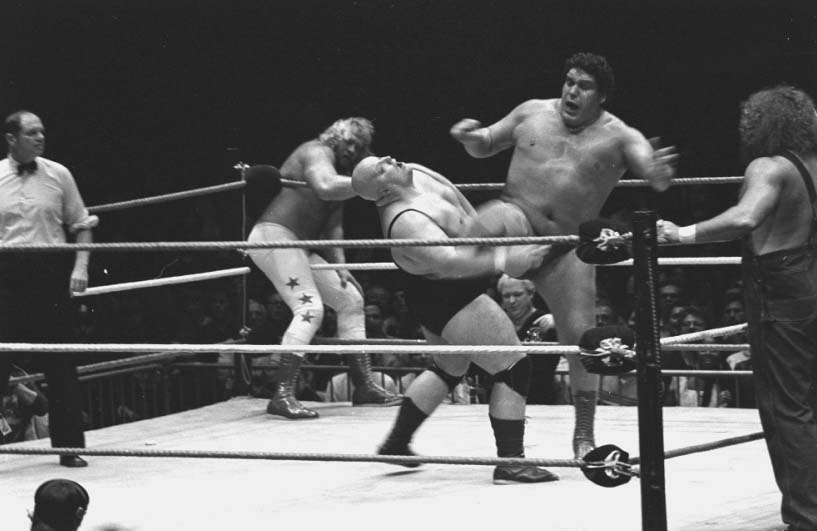
スタッド&バンディvsアンドレ&ヒルビリー・ジム（1986年頃のWWF）

同年3月、新日本プロレスからの逆ブッキングという形で、ビンス・マクマホン・ジュニアの新体制下で全米侵攻を進めていたWWFと契約。世界王者ハルク・ホーガンのライバル候補として売り出され、3月31日にニューヨークのマディソン・スクエア・ガーデンで行われたレッスルマニアの第1回大会でS・D・ジョーンズを9秒で秒殺、センセーショナルなデビューを果たす。その後は先述の新日本再来日を経てWWFに定着し、ボビー・ヒーナンをマネージャーにホーガンとの連戦を開始。1986年4月7日のレッスルマニア2では、スチール・ケージ・マッチでホーガンのWWF世界ヘビー級王座に挑戦した。同じヒーナン・ファミリーのビッグ・ジョン・スタッドとも超大型コンビを結成して、ホーガン&アンドレやマシーンズ（スーパー・マシーン&ビッグ・マシーン）を相手にスーパーヘビー級のタッグ抗争を繰り広げたが、1988年、体調悪化により一時引退することとなり、役者として映画やテレビドラマに出演した。
1994年8月、テッド・デビアス率いるミリオンダラー・コーポレーションのメンバーとしてWWFに復帰。翌1995年4月2日のレッスルマニアXIではジ・アンダーテイカーとも対戦したが、全盛期のような活躍は見られず同年WWFを解雇された。
以降は各地のインディー団体を転戦し、1997年8月にはIWAジャパンにも参戦、12年ぶりの来日を果たした。1999年にはAWAスーパースターズ・オブ・レスリングやJCWに登場。2000年代もショー・ビジネス界での活動を行う一方、インディー団体へのスポット出場を続けていた。
2019年3月4日、糖尿病の合併症により61歳で死去。

## 追記
- 1984年、前年にダラスで対戦したジャイアント馬場の仲介でUWFへの来日が予定されていたという[29]。
- 1985年の新日本プロレス来日時、当時の実況アナウンサーだった古舘伊知郎はバンディを「闘うシロナガスクジラ」「闘うひよ子のお菓子」「闘うマシュマロマン」などと表現していた（マシュマロマンとは、当時日本で上映されていた映画『ゴーストバスターズ』のキャラクター）。これらの呼称にバンディは腹を立てていたようで[30]、古館は後の実況で本人が「俺をそんな風に呼んでいるのは誰だ!?」と激怒していることを明かした。なお、WWFの実況担当だったゴリラ・モンスーンは、バンディを "Walking Condominium" と形容していた[31]。
- レッスルマニアIでS・D・ジョーンズから9秒で勝利を収めた試合は、2008年のレッスルマニアXXIVでケインがチャボ・ゲレロ・ジュニアを8秒で倒すまで、レッスルマニアにおける「史上最短試合」を23年間にわたって記録していた[3]。
- 同タイプの巨漢レスラーとして比較されることの多かったバンバン・ビガロは同郷の後輩であり、モンスター・ファクトリーの弟弟子でもある[3]。WWFでは1987年のサバイバー・シリーズで対戦[32]、カムバック後の1990年代には共にミリオンダラー・コーポレーションの構成員としてタッグを組んだ[33]。
- 『くりぃむしちゅーのオールナイトニッポン』では、猪木とのボディスラム・マッチをネタにした例えツッコミを行っていたことがあった[16]。

## 得意技
- アトランティック・シティ・アバランシュ / キングコング・クラッシュ（コーナーへの串刺し式ボディ・スプラッシュ）
- ビッグ・スプラッシュ
- エルボー・ドロップ
- ラリアット

## 獲得タイトル
ワールド・クラス・チャンピオンシップ・レスリング
- NWAアメリカン・ヘビー級王座：2回[8]
- NWAアメリカン・タッグ王座：2回（w / バグジー・マグロー、ワイルド・ビル・アーウィン）[34]

ジョージア・チャンピオンシップ・レスリング
- NWAナショナル・タッグ王座：1回（w / マスクド・スーパースター）[11]

コンチネンタル・レスリング・アソシエーション
- AWA南部ヘビー級王座：1回[12]
- AWA南部タッグ王座：1回（w / リック・ルード）[14]

AWAスーパースターズ・オブ・レスリング
- AWAスーパースターズ・オブ・レスリング世界ヘビー級王座：1回[35]